# Wilhelm Stetter
Wilhelm Stetter   (Estrasburg, 1487 (Gregorià) - Estrasburg, 1552 (Gregorià)) va ser un pintor renaixentista alemany d'Alsàcia. Va néixer i va morir a Estrasburg.
Com a pintor, Wilhelm Stetter es va comprometre inicialment amb l'Escola del Danubi de l'edat mitjana, fins que el seu estil va ser influenciat per la pintura de Hans Baldung Grien. Després, es fa notar una influència de la pintura renaixentista.

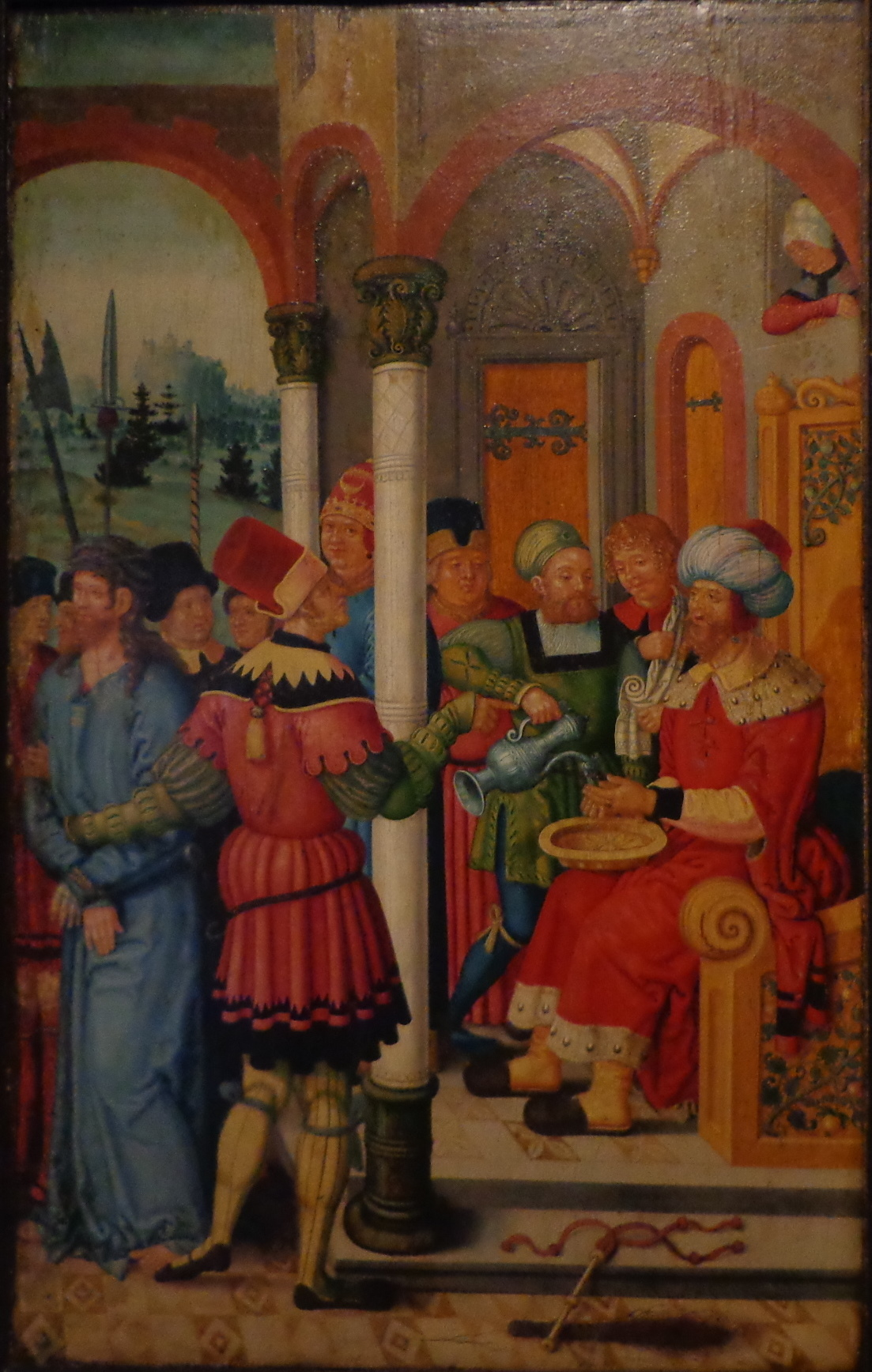
Crist davant Pilat, 1535 (Musée de l'Œuvre Notre-Dame, Estrasburg)

Les obres de Stetter estan exposades al Museu de l'Œuvre Notre-Dame de la seva ciutat natal, al Museu Unterlinden de Colmar, al Museu d'Art Walters de Baltimore, al Germanisches Nationalmuseum de Nuremberg, al Museu Wallraf-Richartz de Colònia. i al Musée des Beaux-Arts de Nancy.
Al voltant de 25 pintures es van agrupar per primera vegada sota l'epígraf Mestre W. S. amb la creu de Malta, segons una llista d'obres de 1741. El pintor d'aquests quadres va ser identificat posteriorment com Wilhelm Stetter.
Wilhelm Stetter va entrar a l'orde de Sant Joan a Estrasburg el 1509 i va ser ordenat a Basilea el 1512. Les seves imatges estan signades W. S. i una creu de Malta. Moltes obres, inclosa la seva probablement primera de 1513, probablement van ser encarregades per a l'Orde. A més de la seva tasca com a sacerdot i religiós, no només va ser pintor, sinó també custodi dels nombrosos tresors d'art de la seva orde a Estrasburg des que va entrar a l'orde i hi va romandre fins a la seva mort.